# Jag överlevde!
Jag överlevde! är en självbiografi från 2001 skriven av Mietek Grocher. Boken behandlar Mieteks upplevelser i gettot i Warszawa under andra världskriget samt hans senare upplevelser i totalt nio olika koncentrationsläger. Boken slutar med en kort redogörelse för vad som hänt i hans liv sedan dess.